# 邁爾斯科納 (紐約州)
邁爾斯科納（英語：Myers Corner）是位於美國紐約州達奇斯縣的普查規定居民點。

## 人口
根據2020年美國人口普查的數據，邁爾斯科納的面積為22.24平方千米，當中陸地面積為22.12平方千米，而水域面積為0.12平方千米。當地共有人口10598人，而人口密度為每平方千米476.53人。